# Глухак, Иво
Ивица (Иво) Глухак (хорв. Ivica (Ivo) Gluhak; серб. Ивица (Иво) Глухак; 1922, Коньшчина — октябрь 1941, Кордун) — югославский хорватский партизан времён Народно-освободительной войны Югославии, Народный герой Югославии.

## Биография
Родился в 1922 году в Коньшчине близ Златара. С детства жил в Загребе и учился в экономическом колледже. Там встретился с молодёжью из рабочего движения, среди которых обнаружил множество политических активистов. В 1939 году принят в Союз коммунистической молодёжи Югославии. До войны был одним из лидеров молодёжного рабочего движения.
После оккупации страны вошёл в состав Загребского райкома Компартии Югославии и возглавил антифашистское подполье. Был инициатором создания боевых групп. Вместе с Анте Милковичем и Рудолфом Крофлином они совершили взрыв на железной дороге Загреб-Сисак, уничтожив несколько вагонов товарных поездов и тем самым нанеся моральный удар по финансистам усташей, а также схватили в плен агента усташей Людевита Тиляка. 15 июля 1941 Глухак поджёг склад сена в Кустошии, а 4 августа 1941 под руководством Славко Комара участвовал в операции «Ботанический сад», атаковав личную охрану Павелича и ранив 28 усташей (в ответ на это немецкие и хорватские полицаи казнили и арестовали около 700 человек).
5 августа 1941 Глухак был арестован и приговорён к смертной казни, однако по причине его несовершеннолетия приговор заменили двумя годами тюрьмы. Иво удалось договориться со своим надзирателем и выбраться из тюрьмы, а потом и установить связь со своим старшим братом Владо, который был одним из руководителей компартии в Загребе. С его помощью Иво выбрался в Кордун, где в октябре 1941 года погиб, воюя в партизанских рядах.
20 декабря 1951 посмертно награждён Орденом и званием Народного героя Югославии. Имя героя носило строительное промышленное предприятие в общине Златар-Бистрица и школа в Коньшчине.